# شيلدون الصغير
شيلدون الصغير (بالإنجليزية: Young Sheldon)‏ مسلسل تلفزيوني كوميدي أمريكي من تأليف تشاك لور وستيفن مولارو وهو من إنتاج سي بي إس، تم عرض المسلسل لأول مرة في 25 سبتمبر 2017. هذه السلسلة هي مقدمة مسبقة لمسلسل نظرية الانفجار العظيم وتبدأ بالشخصية شيلدون كوبر وهو في التاسعة من عمره، ويعيش مع أسرته في شرق تكساس ويذهب إلى المدرسة الثانوية. يلعب إيان أرميتاج دور شيلدون الصغير، إلى جانب زوي بيري ولانس باربر ومونتانا جوردان ورايان ريفورد وآني بوتس. جيم بارسنز، الذي يمثل شيلدون كوبر في مسلسل نظرية الانفجار الكبير.

## مقدمة
تدور أحداث المسلسل في أواخر الثمانينيات وأوائل التسعينات. ويتبع شيلدون كوبر كصبي صغير يذهب إلى المدرسة الثانوية في بلدة ميدفورد الخيالية، تكساس، البالغ من العمر تسعة أعوام في الموسم الأول بينما يحاول التوفيق بين العالم من حوله فيما تحاول عائلته وأصدقائه التعامل مع قدرات شيلدون الفكرية والتحديات الاجتماعية.
يتم مراجعة التاريخ داخل السلسلة لترسيخ إعداد الوقت الخاص بالسلسلة. في العرض الأول للمسلسل، ذكر شيلدون البالغ أن «لا أحد أعرفه في شرق تكساس عام 1989 كان يهتم بالفيزياء النيوتونية». الموسم الثاني يشير إلى عام 1990. في الحلقة 11 من ذلك الموسم هناك حدث يسمى «أولمبياد شرق تكساس المعمداني 1990»، وفي نهاية الموسم، يستمع شيلدون إلى إعلان جائزة نوبل والذي يمكن الاستدلال عليه في أكتوبر 1990. تحتوي الحلقة 11 من الموسم الثاني أيضًا على برنامج ALF المعروض على التلفزيون، وهو مسلسل تم عرضه من 1986 إلى 1990.

## الممثلون والشخصيات

### الأدوار الأساسية
إيان أرميتاج بدور شيلدون كوبر كطفل عبقري مع «عقل لمرة واحدة في الجيل قادر على الرياضيات والعلوم المتقدمة». في حين أنه على دراية جيدة بجميع أنواع الرياضيات والعلوم، فقد أظهر أنه يفضل الفيزياء النظرية، مشيرًا إلى أنه قرر متابعة المجال في نفس الوقت الذي بدأ فيه العرض. بينما هو موهوب أكاديميًا، يفتقر شيلدون إلى الفهم الكامل للإشارات والسلوكيات الاجتماعية، بالإضافة إلى وجود شعور بالتفوق على كل من حوله بسبب ذكائه. شيلدون مستمر في طريقه الخاص حتى لو واجهته مشاكل في الطريق. ومع ذلك، فقد أثبت شيلدون أنه يحب عائلته ويجد قلبه دائمًا في المكان المناسب. يبلغ من العمر 9 أعوام في الموسم الأول وعمره 10 سنوات في الموسم الثاني.
زوي بيري بدور ماري كوبر، والدة شيلدون. تحمي إبنها بشدة وصبورة مع شيلدون ولكنها تكافح أيضًا لفهمه في بعض الأحيان. إنها مسيحية متدينة ولديها احتكاك بإلحاد شيلدون وسخرية المسيحية. ومع ذلك، فهي تحب ابنها بشدة وترغب في حمايته لأطول فترة ممكنة.
لانس باربر بدور جورج كوبر والد شيلدون ومدرب كرة القدم في ثانوية ميدفورد. لا يشارك جورج في ذكاء شيلدون، في بعض الأحيان يقود الآخرين، وخاصة الجدة، إلى الشك في أنه والد شيلدون. ومع ذلك، فإنه غالبًا ما يكون صوت العقل لشيلدون. على الرغم من أنه قد يواجه صعوبة في فهم ابنه الموهوب فكريًا، إلا أنه والد محب ويدافع عن شيلدون في مناسبات متعددة، وكسب حب شيلدون وتقديره.
مونتانا جوردان بدور شقيق شيلدون الأكبر. يكره جورجي شيلدون ولا يتردد أبدًا في التنمر عليه. إنه ليس ذكيًا جدًا، لذلك يسخر ويستاء من بقية أفراد الأسرة، وخاصة شيلدون والجدة. بينما هو واثق من نفسه في الخارج، يخفي جورجي انعدام الأمن العميق بسبب الشعور بالدونية تجاه شقيقه العبقري وبالتالي يتواءم من خلال محاولة التقليل من ذكاء شيلدون بأي طريقة ممكنة. يدرس في ثانوية ميدفورد مع شيلدون ويلعب في فريق كرة القدم.
ريجان ريفورد بدور ميليسا «ميسي» كوبر، شقيقة شيلدون التوأم. تضايق شيلدون جنبًا إلى جنب مع جورجي ولكن ليس كثيرًا. ولا تشارك ذكاء شيلدون ولكنها مدركة للغاية. لا تتوافق دائمًا مع شيلدون، لكنها تجد في شقيقها التوأم مقربًا قويًا واعترفت بأنها لا تشعر بأنها كاملة بدونه. في الحلقة 21 من الموسم الأول، طلبت من والدها مناداتها بميليسا، مما يعني أن ميسي لقب.
جيم بارسنز كصوت شيلدون كوبر البالغ، الذي يقدم منظور شخص بالغ ينظر إلى طفولته.
آني بوتس بدور كونستانس «كوني» تاكر، جدة شيلدون، وميسي، وجورجي، الذين ينادونها باسم «ميماو». إنها قريبة جدًا من ماري وأحفادها، لكنها لا تفكر في جورج كثيرًا، وعادة ما تمزح عنه. إنها الأكثر صبرًا وفهمًا لمراوغات شيلدون وتنصح ماري بأن تثق في أن شيلدون سيجد طريقه.
مات هوبي بدور القس جيفري «جيف» هودجكينز-ديفورد (دور رئيسي في الموسم الثالث؛ دور ثانوي في الموسمين الأول والثاني)، هو القس في كنيسة عائلة كوبر. مثل ماري، لديه احتكاك بإلحاد شيلدون، لكنه غالبًا ما يتحدى شيلدون لاستكشاف خط تفكيره من خلال التمارين المنطقية. تم الكشف عن لقبه في الأصل باسم هودجكينز، ولكن بدءًا بحلقة "Seven Deadly Sins and Small Carl Sagan" تم توسيع اللقب إلى هودجكينز-ديفورد.

### الأدوار الثانوية
ريان فونج بدور الفيتنامي أمريكي تام نقيان، أفضل صديق وزميل للطفولة لشيلدون. يتحمل تام مسؤولية تقديم شيلدون إلى العديد من اهتماماته غير العلمية، بما في ذلك الكتب المصورة وألعاب لعب الأدوار.

والاس شون بدور جون ستورجيس، أستاذ الفيزياء المهتم عاطفياً بـ الجدة بتشجيع من شيلدون.

ويات مكلور بدور بيلي سباركس، نجل جار لعائلة كوبر، وهو أقل ذكاء من أشقاء شيلدون. تم تصويره في الأصل على أنه عدو شيلدون، لكنه أصبح أكثر صداقة في وقت مبكر من السلسلة.

بيلي غارديل بدور هيرشل سباركس، والد بيلي الذي يملك مرآبًا.

ميليسا بيترمان بدور بريندا سباركس، والدة بيلي التي تعمل في صالة البولينغ التي ترتادها الجدة وعدوة ماري.

دوك فارو كمساعد مدرب ويلكينز، شيلدون بي. مدرس ومساعد مدرب كرة القدم في ثانوية ميدفورد. وقد تم إعطاؤه في الأصل اسم روي، ولكن تم تغييره إلى واين اعتبارًا من الحلقة "A Broom Closet and Satan Monopoly Board".

فاليري مهافي بدور فيكتوريا ماكلروي، مشرف شيلدون ومدرس اللغة الإنجليزية في ثانوية ميدفورد.

دانييل بينوك بدور إيفلين إنغرام، مدرس الرياضيات لشيلدون في ثانوية ميدفورد.

## روابط خارجية
- شيلدون الصغير على موقع IMDb (الإنجليزية)
- شيلدون الصغير على موقع ميتاكريتيك (الإنجليزية)
- شيلدون الصغير على موقع روتن توميتوز (الإنجليزية)
- شيلدون الصغير على موقع نتفليكس (الإنجليزية)
- شيلدون الصغير على موقع أول موفي (الإنجليزية)
- شيلدون الصغير على موقع فيلمافينيتي (الإسبانية)
- شيلدون الصغير على موقع كينوبويسك (الروسية)
- شيلدون الصغير على موقع ألو سيني (الفرنسية)
- شيلدون الصغير على موقع قاعدة بيانات الفيلم (الإنجليزية)